# Pierluigi Praturlon

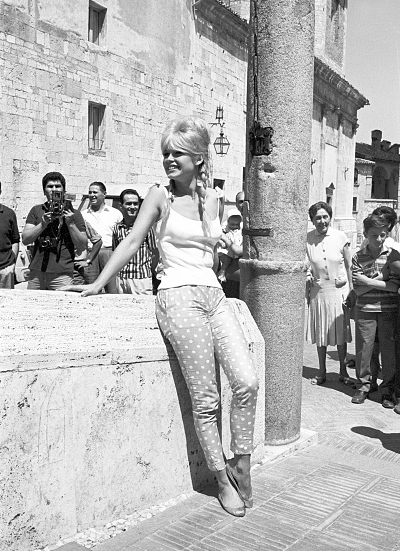
Photographie par Pierluigi Praturlon de Brigitte Bardot en 1961 pendant le tournage de Vie privée.

Pierluigi Praturlon, né à Rome en 1924 et mort en 1999, est un photographe italien.
C'est un des plus prolifiques photographes de plateaux de cinéma. Il a photographié le tournage à Cinecittà de bon nombre de chefs-d'œuvre du septième art.

## Ouvrages
- (en) Greta Scacchi, Pierluigi on Cinema, Photology, 2006, 288 p. (ISBN 978-8888359175), préface de Claudia Cardinale